# Can’t Get Enough (Tommy Emmanuel-album)
A Can’t Get Enough az ausztráliai Tommy Emmanuel gitáros 1996-ban kiadott nagylemeze. Az Amerikában Midnight Drive címen jelent meg, ellenben az ausztráliai megjelenéssel, amin három bónuszszám található más sorrendben az eredeti számokkal.

## Számok
1. Can’t Get Enough – 4:30
2. No More Goodbyes – 4:05
3. Song For Nature – 5:02 - (Emmanuel, Hirshfelder)
4. Stay Close To Me – 3:12
5. Villa De Martin – 4:22
6. Change For Good
7. Midnight Drive – 4:09
8. The Inner Voice – 4:23
9. Reggie’s Groove – 4:26 - (Bowman, Emmanuel)
10. Drivetime – 3:07 - (Emmanuel)
11. Red Velvet Cake
12. How Many Sleeps?
13. Fields Of Gold – 3:38 - (Sting)

## Midnight Drive
1. Can’t Get Enough – 4:30
2. Villa De Martin – 4:22
3. Midnight Drive – 4:09
4. Stay Close To Me – 3:12
5. Reggie’s Groove – 4:26 - (Bowman, Emmanuel)
6. No More Goodbyes – 4:05
7. The Inner Voice – 4:23
8. Drivetime – 3:07 - (Emmanuel)
9. Fields Of Gold – 3:38 - (Sting)
10. Song For Nature – 5:02 - (Emmanuel, Hirshfelder)

## Közreműködők
- Tommy Emmanuel - gitár, basszusgitár,
- Tom Brechtlein - gitár, dob
- Larry Carlton - gitár
- Robben Ford - gitár
- Randy Goodrum - orgona, zongora, billentyűs hangszerek
- Warren Hill - szaxofon
- Nathan East - basszusgitár, billentyűs hangszerek, program
- Janine Maunder - ének
- Kevin Murphy - ének
- James Roche - gitár, ütőhangszerek, billentyűs hangszerek
- Tommy Emmanuel, Randy Goodrum - producerek
- Neal Avron, Randy Goodrum, Eric Rudd - engineered
- Marc Desisto, Scott Wolfe, Doug Trantow - keverés

## Külső hivatkozások
- Hivatalos oldal (angolul)